# Братунь Андрій Лукич
Андрій Лукич Брату́нь (1 вересня 1891, Стрільче — липень 1979, Львів) — український громадський діяч, письменник, педагог, посол польського сейму, старшина армії УНР, батько поета, громадського та державного діяча Ростислава Братуня.

## Життєпис
Народився 1 вересня 1891 року в селі Стрільче нині Луцького району Волинської області.
У 1912 році закінчив Вінницьку духовну семінарію. Працював викладачем гімназії. У 1917–18 роках був старшиною військ УНР.
У 20-х роках поєднував педагогічну діяльність з активною участю в політичному житті Волині. Від 1924 року — один з лідерів волинської партії «Селянський союз», посол від неї до польського сейму. Після об'єднання з Партією Волі Народу (1926) — лідер «Сель-Робу», а пізніше «Сель-Робу-Правиці».
У 1941–1942 роках був директором української гімназії в Горохові. Після встановлення на Волині радянської влади — директор школи у Львові, учитель української мови та літератури.

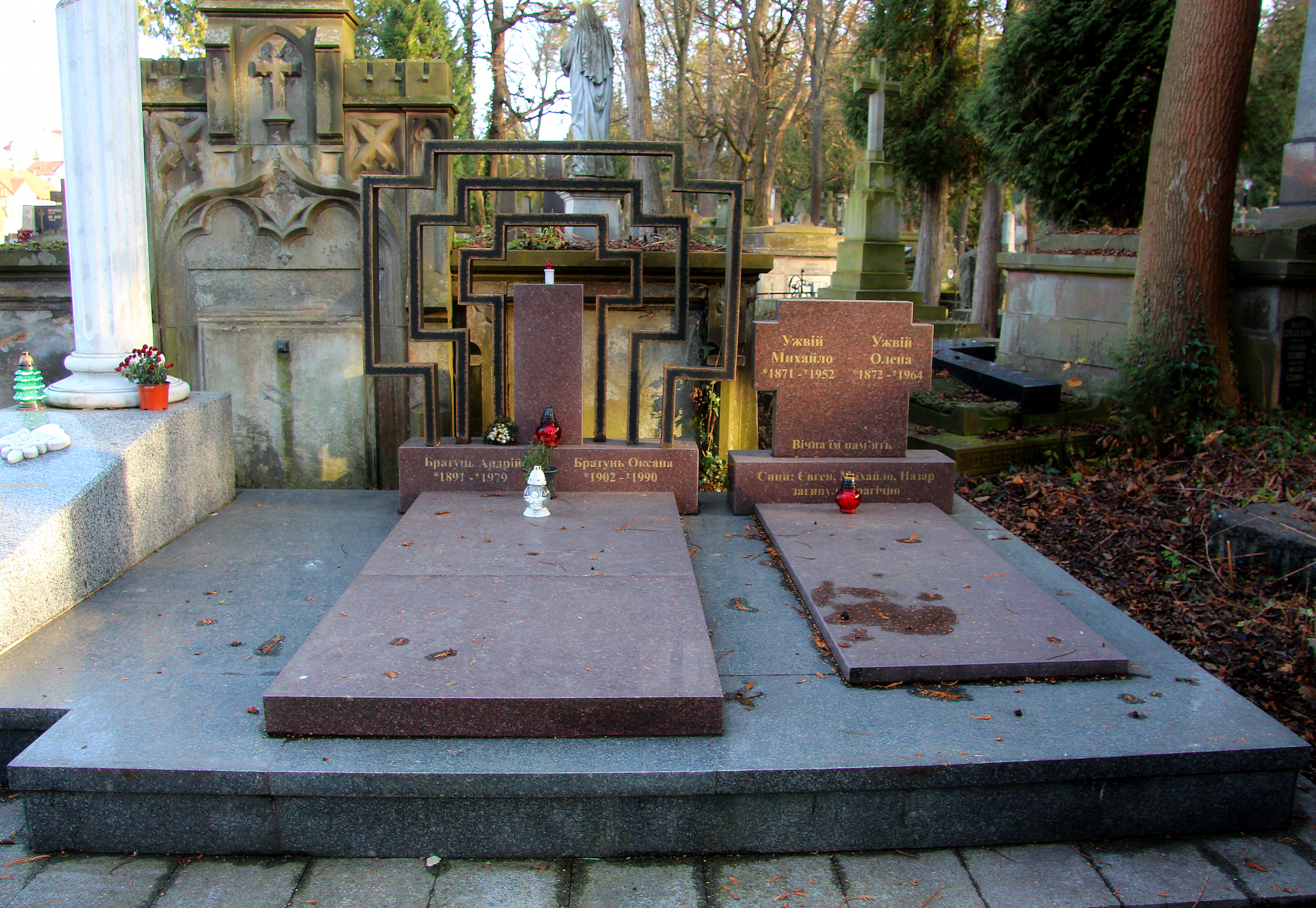
Могила Андрія Братуня на 1 полі Личаківського цвинтаря

Помер у липні 1979 року в Львові. Похований на Личаківському цвинтарі (поле №1).

## Родина
Був одруженим із сестрою Наталії Ужвій. Син — Ростислав Братунь — український поет, громадський та державний діяч, народний депутат СРСР. Невістка — Неоніла Братунь — заслужена журналістка України, донька українського радянського поета Миколи Шпака.